# ナチュラル・ボディビル
ナチュラル・ボディビルとは、一般的に筋肉増強剤などの薬物を一切使用せずにトレーニングを行うこと、またはそのようなトレーニングを実施している者が参加するボディビルの競技を意味する。

## ボディビルにおける薬物汚染
筋肉量を増加させることを目的としたボディビル競技における薬物汚染は1960年代から始まり、1990年代になると明らかに薬物の大量摂取による副作用が原因と思われる死亡者が続出する事態となった。特に米国では、ボディビルダーだけではなく、見栄えを良くしたいと思う若年者の安易な薬物使用や有名プロスポーツ選手の薬物使用が社会問題となり、規制を求める声があがった。

## ナチュラル・ボディビル
薬物使用に対する抵抗感や薬物使用者の異常に筋肥大した姿に対する嫌悪感。さらに副作用で死亡するといった事態が、スポーツ本来の健康的なイメージに反すると考える者が次第に現れ、薬物を一切使用しないことを標榜するボディビルダーや、そのようなスタイルを支持する者の増加に伴い、新たにナチュラル・ボディビルというカテゴリーが生まれた。

## 競技としてのナチュラル・ボディビル
薬物使用を認める（あるいは薬物検査を実施していない）ボディビル競技との差別化を図るため、ナチュラル・ボディビルの大会では厳重な薬物検査を実施している。一般的に薬物検査でよく行われている尿検査だけではなく、本当に薬物を使用していないのかを嘘発見器（ポリグラフ）を使用した面接まで行われる。